# Foremark
Foremark är en by och en civil parish i South Derbyshire i Derbyshire i England. Orten har 272 invånare (2011). Byn nämndes i Domedagsboken (Domesday Book) år 1086, och kallades då Forneuuerche.